# Friedrich Kainz
Friedrich Kainz (* 4. Juli 1897 in Wien; † 1. Juli 1977 ebenda) war ein österreichischer Sprachphilosoph, Sprachpsychologe, Ästhetiker und Literaturhistoriker. Er wirkte als Universitätsprofessor in Wien und war Mitglied der Österreichischen Akademie der Wissenschaften.

## Leben
Kainz legte 1914 am Staatsgymnasium Wien im 8. Bezirk die Matura ab. Von 1915 bis 1918 nahm er als Freiwilliger am Ersten Weltkrieg in Russland, Belgien, Italien und Frankreich teil und wurde zweimal verwundet. Nach seiner zweiten Verwundung musste Kainz nicht mehr kämpfen und begann mit dem Studium der Philosophie, Germanistik, Kunstgeschichte und Musikwissenschaft an der Universität Wien. 1921 promovierte er zum Thema Kunstgeschichte und Ästhetik. Es folgte ein Medizinstudium mit Fokus auf psychiatrische Vorlesungen, wobei Kainz sich auf Sprachstörungen spezialisierte. Neben lebenslanger Lehrtätigkeit am Pädagogischen Institut Wien ab 1923 lehrte Kainz in den 1920er Jahren auch an verschiedenen Volkshochschulen.
Kainz habilitierte sich 1925 für Ästhetik an der Universität Wien. Er war zunächst Privatdozent an der Universität Wien und wurde dort 1938 Leiter des Psychologischen Instituts und mithin Nachfolger des von den Nationalsozialisten verhafteten Karl Bühler. Kainz wurde 1939 zum außerordentlichen Professor für „Philosophie mit besonderer Berücksichtigung der Ästhetik und der Sprachpsychologie“ und 1950 zum Ordinarius für Philosophie ernannt. Er stellte zwar einen Antrag auf Mitgliedschaft in der NSDAP und erneuerte ihn mehrfach, wurde jedoch nicht in die Partei aufgenommen. Dennoch verkehrte Kainz mit den gerade in seinem wissenschaftlichen Bereich zahlreichen jüdischen Gelehrten und Kollegen, unter anderem mit Charlotte Bühler; zur zweiten, unveränderten Auflage der Sprachtheorie ihres Ehemanns Karl Bühler schrieb Kainz ein Geleitwort. Nach dem Zweiten Weltkrieg leitete Kainz im Anschluss an Eduard Castle (bis 1949) auch das 1943 im Zuge der nationalsozialistischen Kulturpolitik unter Baldur von Schirach gegründete Institut für Theaterwissenschaft (bis 1954), da der erste Ordinarius des Instituts, Heinz Kindermann, wegen des NS-Verbotsgesetzes 1945 seines Dienstpostens enthoben worden war, dem Institut jedoch von 1955 bis zu seiner Emeritierung 1966 wieder vorstand. Zum Kreis seiner Schüler zählen etwa auch der spätere Rabbiner Meir Koffler, der Philosoph Wolfdietrich Schmied-Kowarzik und der Sprachwissenschaftler Georg Schmidt-Rohr (1890–1945).
Kainz wurde 1961 mit dem Wilhelm-Hartel-Preis der Österreichischen Akademie der Wissenschaften, 1967 mit dem Ehrenring der Stadt Wien sowie der Ehrenmedaille der Bundeshauptstadt Wien in Gold und 1977 mit dem Österreichischen Ehrenzeichen für Wissenschaft und Kunst ausgezeichnet. Er wurde am Döblinger Friedhof bestattet. 1978 erhielt er posthum den Grillparzer-Ring.

## Werk
Kainz trat früh mit sprachpsychologischen Forschungen in Erscheinung und wurde von Wilhelm von Humboldt und Karl Bühler beeinflusst. Er vertrat eine induktive Methodologie und ging von universalen und unveränderlichen Prinzipien im Gebrauch von Sprache aus. International bekannt wurde er durch seine fünfbändige "Psychologie der Sprache", deren zentrale Aussagen die Konzepte Sprech- und Sprachhandlung, Sprache als Superstruktur, das Verhältnis von Denken und Sprache, ferner Urteilsausdruck, Diktion, Artikulation, abstraktive Relevanz, Sprachrelativismus und Sprachverführung betreffen. In diesem Werk unterscheidet Kainz auch die vier I-Funktionen der Sprache, die als Vorläufer der Sprechakte angesehen werden können:
- 1. interjektive Sprachfunktion
- 2. imperative Sprachfunktion
- 3. informativ-indikative Sprachfunktion
- 4. interrogative Sprachfunktion

In seinen späteren Werken zur Philosophischen Etymologie und zur Sprachverführung wandte Kainz sich einer philosophiekritischen Sprachkritik zu. Indem er sich jedoch der Metapher Humboldts vom organischen Wachstum des Geistes in der Sprache anschloss, ist er vielleicht selbst Opfer einer Sprachverführung geworden. Sein literaturpsychologischer Begriff der Steigerung wird in der Metapherntheorie rezipiert. Mit Kainz kam die Einheit von Philosophie und Psychologie in der Erforschung sprachlicher Phänomene zu einem Ende. Nach Gerhard Gelbmann bieten die Arbeiten von Kainz alternative Ansätze zum Neopositivismus und zur analytischen Philosophie.

## Schriften (Auswahl)
- Das Steigerungsphänomen als künstlerisches Gestaltungsprinzip. Eine literarpsychologische Untersuchung (Zeitschrift für angewandte Psychologie, Beih. 33), J. A. Barth: Leipzig 1924
- Geschichte der deutschen Literatur: Bd. 2. Von Klopstock bis zum Ausgang d. Romantik; Bd. 3. Von Goethes Tod bis zur Gegenwart, W. de Gruyter: Berlin 1929
- Personalistische Ästhetik, J. A. Barth: Leipzig 1932
- Zur Entwicklung der sprachstilistischen Ordnungsbegriffe im Deutschen. In: Zeitschrift für deutsche Philologie 61 (1936), Nachdr. Wissenschaftliche Buchgesellschaft: Darmstadt 1967
- Die Sprachästhetik der Jüngeren Romantik. In: Deutsche Vierteljahresschrift 16 (1938) 219–257
- Über das Sprachgefühl, Ohm: Berlin 1944
- Psychologie der Sprache (fünf Bände, der fünfte Band in zwei Teilbänden), Enke: Stuttgart 1941–1969,  Rez. von Otto Friedrich Bollnow (PDF; 70 kB), Beiblatt zur Anglia 54/55 (1943) 1–6
  - Bd. 1: Grundlagen der allgemeinen Sprachpsychologie, 1941, 3. Aufl. 1962
  - Bd. 2: Vergleichend-genetische Sprachpsychologie, 1943, 2., überarb. Aufl. 1960
  - Bd. 3: Physiologische Psychologie der Sprachvorgänge, 1954, 2. Aufl. 1965
  - Bd. 4: Spezielle Sprachpsychologie, 1956
  - Bd. 5: Psychologie der Einzelsprachen, Teil 1: 1965, Teil 2: 1969
- Einführung in die Sprachpsychologie, A. Sexl-Verlag: Wien 1946
- Vorlesungen über Ästhetik. A. Sexl-Verlag: Wien 1948
- Einführung in die Philosophie der Kunst, Bellaria-Verlag: Wien 1948
- Linguistisches und Sprachpathologisches zum Problem der sprachlichen Fehlleistungen. In: Österreichische Akademie der Wissenschaften, Philosophisch-historische Klasse, Sitzungsberichte 230, Band, 5. Wien 1956
- Die Sprache der Tiere: Tatsachen, Enke: Stuttgart 1961
- Das Denken und die Sprache. In: Handbuch der Psychologie. Bd. I 2: Lernen und Denken, Hg. v. R. Bergius, 1964
- Richard Meister (Nachruf). In: Almanach d. Österreichischen Akademie d. Wissenschaften 114. (1964) 267–311
- Dialektik und Sprache. In: Studium Generale 21 (1968) 117–183
- Philosophische Etymologie und historische Semantik, Österreichische Akademie der Wissenschaften, Philosophisch-historische Klasse, Sitzungsberichte 262, Band, 4. Wien 1969, auch: Graz, Wien, Köln: Böhlau 1969, Rez. von A. Morpurgo Davies, in: The Classical Review (New Series) 22.1 (1972) 74–75, (online)
- Über die Sprachverführung des Denkens. Erfahrung und Denken (Schriften zur Förderung der Beziehungen zwischen Philosophie und Einzelwissenschaften, Band 38). Duncker & Humblot: Berlin 1972
- Die Sprachentwicklung im Kindes- und Jugendalter, E. Reinhardt: München 1964, 3. Aufl. 1973
- Grillparzer als Denker. Der Ertrag seines Werks für die Welt- und Lebensweisheit. Österreichische Akademie der Wissenschaften, Philosophisch-historische Klasse, Sitzungsberichte 280, Band 2. Wien 1975
- Hauptprobleme der Kulturphilosophie. Im Anschluß an die kulturphilosophischen Schriften Richard Meisters, Verlag der Österreichischen Akademie der Wissenschaften, Wien 1977